# 鴻池幸富
鴻池 幸富（こうのいけ ゆきとみ、天保12年8月1日（1841年9月15日） - 大正9年（1920年）6月16日）は、江戸時代後期から明治・大正まで活躍した実業家。10代目鴻池善右衛門であり、近代鴻池財閥の初代総帥。善九郎、喜右衛門、丑之助、山中幸冨とも称した。

## 生涯
1841年、鴻池家の別家である山中家に、山中又七の長男として生まれたが、後に宗家の養子となった。嘉永4年（1851年）6月、家督を継いで10代目の善右衛門の名を襲名する。この頃、篠崎小竹の弟子となって勉学を学んだ。豪商であったため、幕府から海防費の名目で御用金供出を命じられ、浪士組の芹沢鴨から500両の軍用金を供出するように脅迫されるなど、幕末期は苦難を極めた。
慶応4年（1868年）2月、明治政府によって会計事務裁判所御用掛に任じられる。その後、通商司為替会社頭取などを務めた。明治6年（1873年）には大阪に国立銀行を設立すべく計画された「第三国立銀行」の発起人の一人となるが、ほかの発起人との意見が合わず、実現しなかった（1876年に東京で設立された第三国立銀行とは別銀行）。明治10年（1877年）、第十三国立銀行（現、三菱UFJ銀行）を創設するなど、日本における金融界、貿易界の創設・発展に尽力した。
明治17年（1884年）に健康面の理由から家督を子の善次郎（幸方、11代善右衛門）に譲り、喜右衛門に改名。事業としての鴻池財閥の総帥の座は、別家を嗣いだ次男鴻池新十郎が継承している。
明治44年（1911年）8月、10代善右衛門幸富による産業振興の功績により、11代善右衛門幸方は男爵 に叙爵された。大正9年（1920年）、80歳で死去。

## 親族
- 娘 あゐ（1862年生）  - 大阪の金物商・資産家の和田久左衛門 (1855年生)の妻。養子で次代の和田久左衛門 (1890年生)は三井高堅の弟。その妻・久子は大谷光瑩の娘。
- 息子　善次郎（1865年生） - 11代鴻池善右衛門（幸方）。妻のミチは三井高保の長女。
- 娘 大村内（ダイ、1870年生）- 10代大村彦太郎の妻[2]。